# Legio XV Primigenia
A Legio XV Primigenia ("Fortuna 15. légiója", szó szerint az elsőszülött 15. légiója, a Primigenia Fortuna istennő jelzője volt) egy római légió volt, amelyet Caligula alapított i. sz. 39-ben. A Rajna mentén védte a birodalom határát, míg 70-ben meg nem semmisült a batavus felkelés során.

## Története

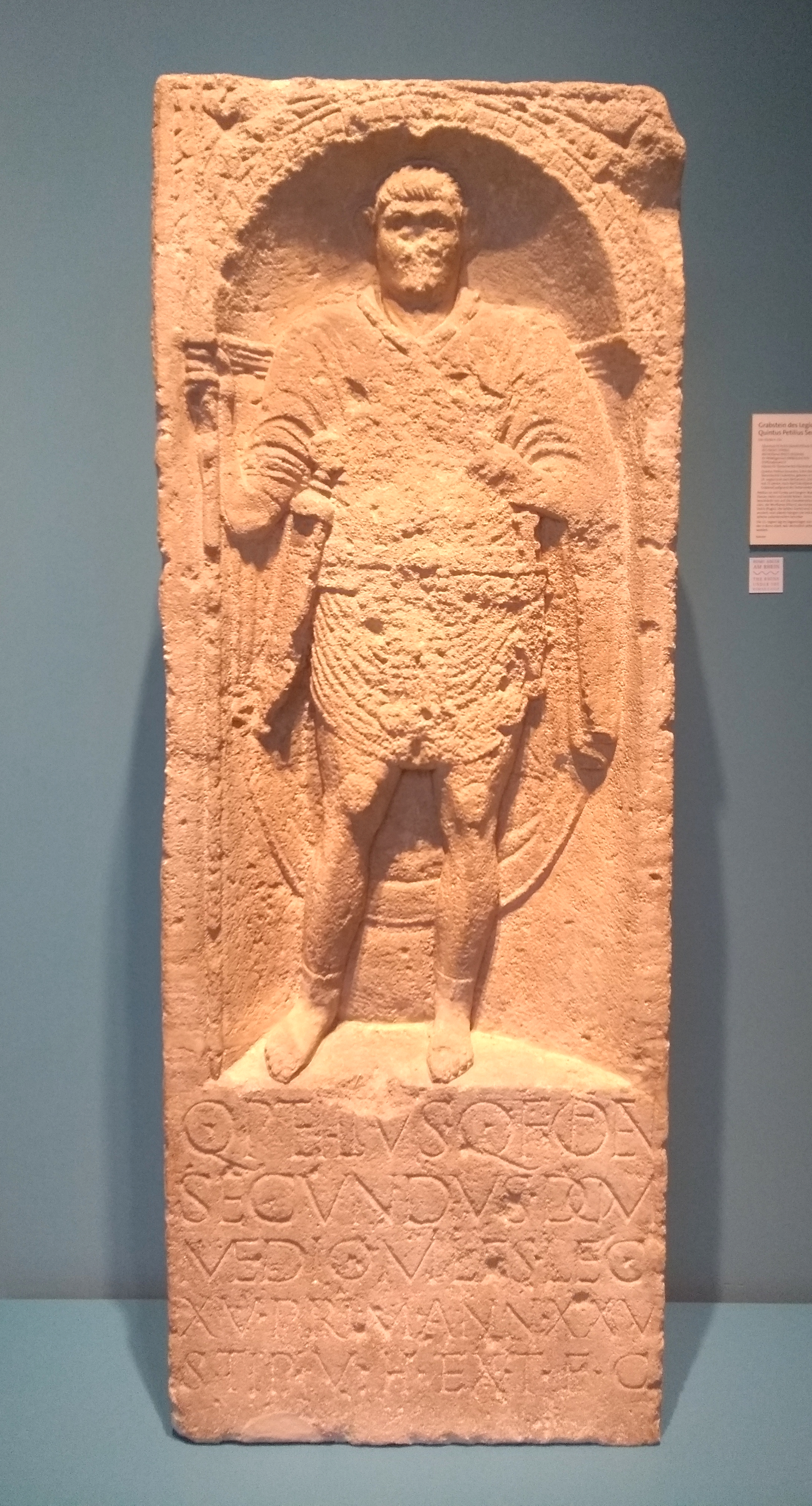
A XV Primigenia katonájának, Quintus Petilius Secundusnak síremléke

Az egységet Caligula alapította 39-ben germániai hadjáratához. Hivatalos nevét is a császár kedvenc istensége, Fortuna után kapta, azonban azt alig használták. A feliratokban csak száma alapján azonosították, a Primigenia csak néhány szerző (Tacitus, Plutarkhosz) műveiben jelenik meg. A 15. szám arra utalhat, hogy egy erődben szállásolták el a Legio XIV Geminával.
A XV és az ugyanakkor felállított XXII Primigenia légió 39 őszén átkelt az Alpokon és megérkezve a Rajna középső szakaszához a mai Wiesbaden környékén először csapott össze a barbárokkal. A történetírók szerint Caligula Rajnán túli hadjárata jelentéktelen volt, bár a régészeti leletek ezt némileg cáfolják. Római részről voltak áldozatok is, pl. a 25 éves mediolanumi Lucius Varius Sacco, aki egy éves szolgálat után esett el és síremléke ránk maradt.
A hadjárat végeztével az egységet Germania Superior provinciában Moguntiacumba (ma Mainz) rendelték, ahol a 14. légióval osztotta meg az erődöt. Egy síremlék arról tanúskodik, hogy legalább egy lovasegysége Wormsban is állomásozott.
43-ban Claudius császár elrendelte Britannia meghódítását, ahová többek között a rajnai limesről irányítottak át légiókat és át kellett szervezni a határ védelmét. A XV Primigeniát Germania Inferior provinciába, Vetera erődjébe (ma Xanten), a Legio XXI Rapax helyére küldték át. Itt táborát a Legio V Alaudaeval osztotta meg. A régészeti leletek tanúsága szerint a 15. légióé volt az erőd keleti, bal oldali oldala, a 14.-é pedig a nyugati, jobb felőli. Az 50-es években itt szolgált lovassági praefectusként Plinius, aki később A természet históriája c. enciklopédiájával vált híressé.
47-ben Cnaeus Domitius Corbulo a germán frisiusok és chaucusok ellen vezetett hadjáratot, amelyben minden bizonnyal a XV Primigenia és V Alaudae is részt vett. Bár győzelmet aratott, Claudius nem akart a Rajnán túlra terjeszkedni. A katonák erődítményeket emeltek a folyó mentén és máig létező csatornát ástak Matilo (Leiden) és a cananefates törzs központja, Voorburg között.
67-re Nero császár hatalma megrendült, a szenátorok és a provinciák kormányzói a leváltását fontolgatták. Köztük volt Caius Iulius Vindex galliai helytartó is, aki Hispania Tarraconensis kormányzójának, Servius Sulpicius Galbának trónigényét támogatta. Erre Germania Inferior légiói (I Germanica, V Alaudae, XV Primigenia és XVI Gallica) Galliába vonultak és legyőzték Vindexet. Jutalmat azonban nem kaptak, mert a szenátus elismerte Galbát császárként, Nero pedig 68 júniusában öngyilkos lett. A germaniai légiók erre császárrá kiáltották ki saját parancsnokukat, Vitelliust és 69 januárjában átkelve az Alpokon bevonultak Itáliába. Rómában pánik tört ki, Galbát meglincselték (a halálos döfést állítólag a 15. légió katonája, Camurius vitte be neki) és Otho ragadta magához a hatalmat.
Áprilisban Vitellius legyőzte Othót, ám keleten Vespasianus szintén bejelentkezett a császári trónért, akinek a hadserege Cremona mellett megfutamította Vitellius rajnai haderejét.
Eközben gondok jelentkeztek Germania Inferior-ban is, a batavus törzs (akik többek között azt sérelmezték, hogy Galba feloszlatta batavusokból álló testőrségét) fellázadtak. Az ellenül küldött V Alaudaet és XV Primigeniát Nijmegen mellett legyőzték és 69 őszén beszorították őket Vetera erődjébe. Bár a I Germanicából, XVI Gallicából és XXII Primigeniából álló kontingens megpróbálta felmenti őket, 70 márciusára az éhező legionáriusok kénytelenek voltak megadni magukat. Valamivel később a I Germanica és XVI Gallica is kapitulált.
Az új császárnak, Vespasianusnak beletelt néhány hónapba, míg össze tudott állítani egy elég erős sereget, amely Quintus Petillius Cerialis vezetésével leverte a batavusok felkelését. A Moguntiacumot védő XVI Gallicát és IV Macedonicát átnevezték (a XVI Flavia Firma és IV Flavia Felix nvet kapták); a Legio I Germanica maradékát összevonták Galba 7. légiójával VII Gemina néven. Az V Alaudae és a XV Primigenia azonban elvesztette becsületét, nem szervezték őket újjá.